# メフメト・アリ・タラート
メフメト・アリ・タラート（Mehmet Ali Talat, 1952年7月6日 - ）は、キプロスのトルコ系政治家で、国際社会では未承認の北キプロス・トルコ共和国第2代大統領。メフメト・アリ・タラトとも表記する。
国際連合の仲介によるキプロス再統一支持派として知られる。
キプロス島北部のキレニア（トルコ語名ギルネ）生まれ。1977年にトルコ共和国の首都アンカラにある中東工科大学を卒業、1970年創設のキプロスのトルコ人政党である共和トルコ党に入党し、のちにレフコシャ（ニコシア）選挙区選出議員として北キプロス議会に入った。
1994年に組閣された民主党と共和トルコ党による連立政権で教育文化相として初入閣し、のち副首相。1996年には共和トルコ党の党首に選出された。
2003年12月の総選挙により共和トルコ党を第一党とし、2004年1月にラウフ・デンクタシュ大統領により首相に任命された。
2005年4月より大統領。2010年4月の大統領選では再統一に消極的なデルヴィシュ・エロール首相に敗れた。